# Opius rufimixtus
Opius rufimixtus är en stekelart som beskrevs av Fischer 1958. Opius rufimixtus ingår i släktet Opius och familjen bracksteklar. Inga underarter finns listade i Catalogue of Life.